# SIT (Medellín)
El Sistema Integrado de Transporte de Medellín –SIT– es un modelo de organización del transporte público colectivo implementado en el municipio de Medellín, Colombia. El sistema articula empresas concesionarias dispuestas por cuenca operativa mediante rutas alimentadoras integradas al Sistema Integrado de Transporte del Valle de Aburrá –SITVA–, con el propósito de garantizar cobertura, continuidad y racionalización del servicio.
Empresas habilitadas operan en zonas específicas con flota autorizada y cobertura definida. Algunas de esas rutas conectan directamente con modos masivos como el Metro de Medellín, Metrocable de Medellín, Tranvía de Ayacucho o Metroplús, permitiendo su integración física y tarifaria al SITVA. Sin embargo, en el ámbito institucional, el SIT y el SITVA son sistemas distintos, regidos por normativas y esquemas operativos independientes.
El despliegue del SIT ha sido progresivo. En algunas cuencas ya operan compañías formalmente incorporadas con procesos de renovación de flota, mientras en otras subsisten modelos tradicionales. En general, las rutas emplean vehículos de mediana capacidad —microbuses y busetas— aunque también se observan usos de busetones y buses padrón.

## Historia

### Antecedentes
Antes de la implementación del Sistema Integrado de Transporte –SIT–, el servicio público colectivo en Medellín estaba conformado por múltiples empresas privadas que operaban rutas sin coordinación central ni planificación unificada. Cada operador definía recorridos, frecuencias y esquemas tarifarios de forma autónoma, lo que derivaba en una oferta desarticulada, competencia por pasajeros, congestión vial y cobertura desigual del territorio urbano.
Durante las décadas de 1980 y 1990, este modelo comenzó a mostrar signos de agotamiento frente al crecimiento urbano y la necesidad de sistemas más eficientes y sostenibles. A la par del desarrollo del Metro de Medellín, inaugurado en 1995, surgieron diagnósticos institucionales que señalaban la urgencia de racionalizar la red de transporte colectivo, tanto para reducir la congestión como para garantizar condiciones laborales adecuadas a los trabajadores del sector.
Además, la regulación nacional establecida mediante el Decreto 170 de 2001 sentó las bases legales para la habilitación de empresas y rutas colectivas bajo criterios técnicos y metropolitanos.

### Origen
La propuesta del SIT se gestó a comienzos de la década de 2000 como una respuesta a los desafíos del sistema colectivo tradicional. Su desarrollo jurídico se enmarca inicialmente en el Decreto 3109 de 1997, que reglamenta los sistemas de transporte masivo en Colombia, y posteriormente en el Decreto 170 de 2001.
El SIT fue concebido como un sistema complementario al Sistema Integrado de Transporte del Valle de Aburrá –SITVA–, con el objetivo de articular ambas redes, tanto operativa como tarifariamente. A través del Área Metropolitana del Valle de Aburrá y la Empresa de Transporte Masivo del Valle de Aburrá –ETMVA–, se definieron zonas operativas, se establecieron parámetros técnicos y se adelantaron procesos de concertación con las empresas de transporte colectivo.

### Implementación
La implementación del SIT ha sido gradual y compleja, marcada por negociaciones entre empresas tradicionales de transporte público colectivo (no subsidiadas) y nuevos operadores integrados al modelo de transporte masivo (subsidiados). En 2012, la ETMVA adjudicó la operación de las cuencas 3 y 6 a las empresas Masivo de Occidente S. A. S. y Sistema Alimentador Oriental S. A. S., respectivamente.
Estas empresas se comprometieron a renovar la flota, implementar tecnologías de monitoreo, cumplir con estándares técnicos de accesibilidad y acogerse al modelo tarifario unificado. La integración con el sistema Metro se consolidó con la introducción de la tarjeta Cívica, que permite un único medio de pago en toda la red de transporte.
Sin embargo, la implementación ha sido desigual. En algunas zonas subsisten operadores tradicionales que no han sido plenamente integrados, lo que ha generado tensiones, superposición de rutas y diferencias en las condiciones del servicio. A pesar de los avances, la consolidación del SIT como un sistema plenamente integrado sigue siendo un objetivo en desarrollo.

## Funcionamiento
El funcionamiento del Sistema Integrado de Transporte de Medellín –SIT– se basa en la operación zonal de rutas de transporte colectivo organizadas por cuencas, que articulan sus servicios con el Sistema Integrado de Transporte del Valle de Aburrá –SITVA– mediante paraderos, nodos de integración física y un sistema tarifario común.
Las rutas del SIT operan con buses de mediana capacidad —principalmente microbuses, busetas y busetones— que recorren trayectos predeterminados dentro de su cuenca asignada. Los vehículos están identificados con un código numérico (por ejemplo, C3‑004), el cual indica la cuenca a la que pertenece y el número de ruta. Estos códigos se exhiben en los letreros electrónicos o impresos en la parte frontal del vehículo.
Los usuarios deben abordar y descender únicamente en paraderos autorizados, señalizados en el espacio público con información básica sobre rutas y conexiones disponibles. En las zonas donde existe integración con el SITVA, estos paraderos se ubican cerca de estaciones del Metro de Medellín, Metrocable de Medellín, Tranvía de Ayacucho o Metroplús, lo que permite la transferencia directa entre modos de transporte.
El acceso al servicio se realiza exclusivamente mediante la tarjeta Cívica, adoptada como único medio de pago en las rutas del SIT integradas al SITVA. Esta tarjeta funciona sin contacto y se valida al ingresar al vehículo mediante un lector ubicado junto al conductor. El sistema de recaudo reconoce un transbordo gratuito entre un modo SITVA y una ruta SIT dentro de una ventana de tiempo predefinida. Fuera de ese margen, aplica un recargo tarifario según la estructura vigente, y se mantienen descuentos para estudiantes y adultos mayores.
La frecuencia de los buses y su programación horaria están definidas por cada operador zonal bajo regulación del Área Metropolitana del Valle de Aburrá y la Empresa de Transporte Masivo del Valle de Aburrá –ETMVA–. Durante las horas pico, las empresas están obligadas a aumentar la oferta de vehículos para garantizar la cobertura y la continuidad del servicio. El sistema monitorea en tiempo real la ubicación y frecuencia de los vehículos mediante tecnología GPS instalada en la flota.
Cada operador cuenta con un centro de control zonal desde el cual se supervisa la operación diaria, se gestionan incidentes y se ajustan despachos según la demanda. En algunos buses se han incorporado pantallas informativas y sistemas de anuncios sonoros, aunque su implementación no es homogénea en toda la red.
El SIT no admite el pago en efectivo, ni permite el embarque o desembarque fuera de los paraderos designados. Las condiciones técnicas y operativas del sistema están definidas por el AMVA y la Secretaría de Movilidad de Medellín, y se actualizan mediante resoluciones y acuerdos institucionales. Las rutas y frecuencias pueden modificarse en función de evaluaciones de demanda, procesos de integración progresiva o disponibilidad presupuestal.

### Validación y transbordos
El acceso a las rutas del SIT integradas al Sistema Integrado de Transporte del Valle de Aburrá –SITVA– se realiza exclusivamente mediante la tarjeta Cívica, una tarjeta sin contacto habilitada como único medio de pago. Esta se valida al abordar el vehículo, acercándola al lector ubicado junto al conductor, el cual emite una señal sonora y visual si la transacción es aceptada. En caso contrario, se rechaza el ingreso y se informa el motivo (saldo insuficiente, tarjeta inactiva, etc.).
El sistema reconoce automáticamente los transbordos entre una ruta del SIT y otro modo del SITVA (metro, metrocable, tranvía o Metroplús) dentro de una ventana de tiempo determinada. Durante ese periodo, el segundo trayecto no genera cobro adicional. Fuera de ese margen, se aplica un recargo que para 2025 corresponde a un máximo de 600 COP, salvo excepciones tarifarias.
Los transbordos se registran en la base de datos del sistema y permiten hacer seguimiento al comportamiento de viaje, optimizar frecuencias y ajustar la red de rutas. El número máximo de transbordos gratuitos y la duración de la ventana dependen del tipo de usuario (regular, estudiante, adulto mayor) y se actualizan conforme a la reglamentación metropolitana vigente.
El SIT se articula con distintos modos del sistema masivo SITVA. La siguiente tabla resume los principales modos integrados, sus características operativas y los puntos habituales de conexión con las rutas alimentadoras:
| Modo       | Descripción                                      | Estaciones con conexión SIT                             |
| ---------- | ------------------------------------------------ | ------------------------------------------------------- |
| Metro      | Tren eléctrico en dos líneas principales (A y B) | Industriales, San Antonio, Acevedo, Niquía, La Estrella |
| Metrocable | Teleféricos urbanos que cubren zonas de ladera   | Acevedo, Santo Domingo, San Javier, Miraflores          |
| Tranvía    | Línea tranviaria en el oriente de Medellín       | San Antonio, Miraflores, Buenos Aires                   |
| Metroplús  | Buses articulados en corredores exclusivos       | Universidad de Medellín, Aranjuez, Parque Berrío        |

### Horarios y frecuencias
El horario de operación de las rutas del SIT varía según la cuenca, la empresa operadora y la demanda del sector. En general, las rutas comienzan su operación entre las 04:30 y las 05:00, y concluyen entre las 22:00 y las 23:00, dependiendo del día y del tipo de conexión con el sistema Metro. Las rutas alimentadoras con vínculo directo a estaciones troncales suelen sincronizarse con los primeros y últimos trenes del Metro de Medellín.
La frecuencia de paso también está sujeta a la demanda horaria. Durante las horas pico (aproximadamente de 06:00 a 08:30, y de 16:30 a 19:30), los intervalos entre buses tienden a ser más cortos, con frecuencias de entre 6 y 12 minutos, según la ruta y el flujo esperado de pasajeros. En horas valle y fines de semana, los intervalos pueden ampliarse hasta 20 o 30 minutos.
Cada operador es responsable de ajustar la programación diaria con base en reportes de aforo, monitoreo por GPS y lineamientos del Área Metropolitana del Valle de Aburrá. Estos ajustes se comunican a través de los canales oficiales de cada empresa y, en algunos casos, en los paraderos mediante cartelería o pantallas digitales.
La siguiente tabla presenta un rango estimado de frecuencias de paso en rutas del SIT, diferenciadas por franja horaria. Estas cifras pueden variar según la cuenca, la empresa operadora y las condiciones del tráfico, pero ofrecen un marco general sobre la programación del servicio:
| Franja horaria                      | Intervalo aproximado entre buses | Observaciones                                                      |
| ----------------------------------- | -------------------------------- | ------------------------------------------------------------------ |
| Hora pico (06:00–08:30–16:30–19:30) | 6–12 minutos                     | Mayor oferta; coordinación con horarios del Metro                  |
| Hora valle (09:00–16:00)            | 12–20 minutos                    | Menor demanda; operación reducida                                  |
| Noche (19:30–23:00)                 | 20–30 minutos                    | Frecuencias limitadas; algunas rutas finalizan antes               |
| Fines de semana y festivos          | 15–30 minutos                    | Depende de la ruta y la cuenca; posibles modificaciones temporales |

### Señalización y paraderos
Los vehículos del SIT solo pueden detenerse en paraderos autorizados, previamente definidos por las autoridades locales. Estos puntos están distribuidos a lo largo de cada ruta y cumplen la doble función de regular el embarque y desembarque de pasajeros, y de facilitar la orientación del usuario. 
Cada paradero cuenta con señalización vertical que identifica el lugar de parada, el nombre del sector o barrio, y las rutas que circulan por allí. En muchos casos, también se incluye cartelería con los horarios aproximados, los destinos cubiertos y las posibles conexiones con otros modos del SITVA.
En estaciones de integración como San Antonio, Acevedo o Miraflores, los paraderos del SIT se encuentran adyacentes a los accesos del metro, tranvía o metrocables, permitiendo transbordos sin necesidad de recorrer largas distancias. Algunos de estos paraderos cuentan con techos, bancas y pantallas digitales que informan tiempos estimados de llegada.
El uso de los paraderos es obligatorio tanto para el abordaje como para el descenso. No está permitido detener el vehículo en lugares intermedios, salvo en casos de emergencia o fuerza mayor. Esta restricción busca mejorar la seguridad vial y garantizar la eficiencia operativa.

### Tipos de vehículos
El SIT emplea vehículos de distintas capacidades y características técnicas, dependiendo de la demanda de la ruta, la topografía del recorrido y la disponibilidad de flota por parte del operador. Los tipos más comunes son:
- Microbuses: con capacidad para entre 19 y 25 pasajeros, utilizados en rutas cortas o de baja demanda, especialmente en zonas de ladera.
- Busetas: vehículos medianos para entre 26 y 33 pasajeros, comunes en rutas barriales o de conexión intermedia.
- Busetones: versiones extendidas de las busetas, con entre 34 y 45 puestos, aptos para trayectos más largos o con mayor afluencia.
- Buses padrón: algunos operadores han incorporado vehículos de hasta 80 pasajeros en rutas troncales, aunque su uso en el SIT es limitado.[2]

Todos los vehículos deben cumplir con requisitos de accesibilidad, como plataformas elevadoras o rampas plegables, espacios para personas con movilidad reducida y señalización interna visible. Además, los buses están equipados con dispositivos de monitoreo satelital (GPS), validadores de recaudo electrónico, cámaras de seguridad y sistemas de comunicación con los centros de control zonal.
Los vehículos en operación deben portar un número de identificación visible, así como los logos del operador autorizado y del sistema de transporte al que pertenecen. La edad máxima de la flota y las condiciones técnicas se regulan mediante lineamientos del Área Metropolitana del Valle de Aburrá y están sujetas a control periódico.
El SIT utiliza una flota heterogénea de vehículos, seleccionados según la demanda de cada ruta, las condiciones geográficas del recorrido y las especificaciones técnicas definidas por el Área Metropolitana del Valle de Aburrá. A continuación se resumen los principales tipos de vehículos en operación:
| Tipo       | Capacidad aproximada | Uso principal                                                    | Observaciones                                       |
| ---------- | -------------------- | ---------------------------------------------------------------- | --------------------------------------------------- |
| Microbús   | 19–25 pasajeros      | Rutas cortas o de baja demanda, especialmente en zonas de ladera | Mayor maniobrabilidad; común en comunas periféricas |
| Buseta     | 26–33 pasajeros      | Rutas barriales de conexión intermedia                           | Vehículo estándar en la mayoría de cuencas urbanas  |
| Busetón    | 34–45 pasajeros      | Rutas con mayor demanda o trayectos largos                       | Algunos modelos incluyen accesibilidad universal    |
| Bus padrón | 70–80 pasajeros      | Uso limitado en rutas troncales                                  | Flota reducida; mayor capacidad y dimensiones       |

## Cobertura
El Sistema Integrado de Transporte de Medellín –SIT– forma parte del entramado del Sistema Integrado de Transporte del Valle de Aburrá –SITVA–, cuya cobertura incluye seis municipios formalmente integrados al esquema tarifario y operativo: Medellín, Bello, Itagüí, Envigado, Sabaneta y La Estrella.
El SIT extiende su influencia indirecta a municipios vecinos como Caldas, Copacabana, Girardota, Barbosa y el aeropuerto José María Córdova mediante rutas alimentadoras o intermunicipales que convergen en estaciones del SITVA. Aunque en estas zonas no opera la tarifa integrada, existen convenios operativos o infraestructura habilitada para facilitar transbordos hacia los modos troncales.

### Cobertura modal
El SIT opera de forma multimodal, en coordinación con los modos del SITVA:
| Modo                          | Cobertura municipal directa                              | Conexión operativa con rutas del SIT                                    |
| ----------------------------- | -------------------------------------------------------- | ----------------------------------------------------------------------- |
| Metro (líneas A y B)          | Medellín, Bello, Itagüí, Envigado, Sabaneta, La Estrella | Principales nodos de transbordo con rutas alimentadoras del SIT         |
| Metrocable                    | Zonas de ladera en Medellín y Bello                      | Estaciones como Acevedo, San Javier y Miraflores facilitan conexiones   |
| Tranvía de Ayacucho           | Sector oriental de Medellín                              | Transbordo disponible en estaciones como San Antonio y Miraflores       |
| Metroplús                     | Medellín y área metropolitana                            | Corredores con estaciones conectadas mediante rutas alimentadoras       |
| EnCicla (bicicletas públicas) | Medellín, Bello, Itagüí, Sabaneta (fase piloto)          | Estaciones con bicicletas públicas integran rutas SIT y modos troncales |

### Cobertura geográfica
- El SIT cubre directamente todas las comunas de Medellín integradas al modelo por cuenca (por ejemplo, cuencas 3 y 6), con rutas alimentadoras que conectan a estaciones del Metro y otros modos integrados.[13]
- En municipios como Bello o Itagüí, la cobertura SIT se realiza por cuencas específicas (p. ej., cuencas 1, 2, 4, 5 y 6), cuyas rutas alimentadoras operan conectadas al sistema metropolitano.
- En zonas no integradas tarifariamente, las rutas SIT funcionan sin validación electrónica, pero permiten conexiones físicas con estaciones del SITVA según convenios establecidos.

### Alcance poblacional estimado
El sistema tradicional de transporte público colectivo (TPC), en el que se incluye el SIT, representa el 18 % de los viajes diarios en el Valle de Aburrá, movilizando aproximadamente 1 103 760 pasajeros en días laborales típicos.
Aunque no hay datos públicos desagregados por cuenca dentro del SIT, se estima que las cuencas integradas 3 y 6 movilizan entre 18 000 y 33 000 pasajeros diarios cada una, según informes internos de monitoreo y operación.

## Integración con el SITVA
El Sistema Integrado de Transporte –SIT– fue concebido como complemento de la red metropolitana de transporte masivo del Valle de Aburrá. Sus rutas —agrupadas en las cuencas 3 y 6— funcionan como alimentadoras de estaciones del metro, metrocables, tranvía y líneas de Metroplús, articulándose con el Sistema Integrado de Transporte del Valle de Aburrá –SITVA– en tres niveles principales:
- Integración física. Los paraderos del SIT se localizan dentro o en las inmediaciones de las estaciones del SITVA, lo que facilita transbordos puerta a puerta entre modos de transporte.[6]

- Integración operativa. Los horarios y frecuencias de las rutas alimentadoras se programan para coincidir con los primeros y últimos vehículos del SITVA, así como con los intervalos de hora pico y valle. La Empresa de Transporte Masivo del Valle de Aburrá –ETMVA– monitorea la ocupación de flota desde su centro de control y ajusta los despachos en tiempo real.[7]

- Integración tarifaria. Desde 2013 todas las rutas del SIT utilizan la tarjeta Cívica como único medio de pago. El sistema de recaudo reconoce un transbordo gratuito entre un modo SITVA y una ruta del SIT dentro de una ventana de tiempo predefinida.[8] Para 2025, la estructura tarifaria fija un sobrecargo máximo de 600 COP para integraciones fuera de esa ventana, y mantiene tarifas diferenciales para estudiantes y personas mayores.[16]

A pesar de estos avances, la integración sigue siendo parcial. Algunas rutas colectivas no subsidiadas continúan operando de forma paralela al SITVA y no aceptan la tarjeta Cívica, lo que genera superposición de oferta y dificultades para la racionalización total del sistema, según lo documenta un estudio técnico realizado por investigadores de la Universidad EAFIT en 2010.

## Estructura
El SIT de Medellín está concebido como una red estructurada por zonas operativas, rutas alimentadoras y nodos de integración física con el Sistema Integrado de Transporte del Valle de Aburrá –SITVA–. Su propósito es ofrecer un servicio racionalizado, coordinado y complementario al metro, metrocables, tranvía y buses integrados.

### Zonas operativas
El SIT divide el territorio de Medellín y su área metropolitana en cuencas operativas, también denominadas zonas, cada una de las cuales es adjudicada a un operador autorizado. Estas cuencas están diseñadas para evitar la superposición de rutas, reducir la congestión en el centro de la ciudad y permitir una cobertura más equilibrada del servicio.
Cada operador zonal es responsable de:
- La administración de las rutas asignadas dentro de su cuenca.
- El cumplimiento de estándares técnicos de operación.
- La modernización de su flota según requisitos de accesibilidad y sostenibilidad.
- La integración operativa y tarifaria con el SITVA.

### Modalidades de operación
El SIT contempla dos grandes tipos de operadores:
- Empresas subsidiadas, que han sido integradas formalmente al SITVA mediante convenios con la Empresa de Transporte Masivo del Valle de Aburrá –ETMVA– y el Área Metropolitana del Valle de Aburrá. Estas operan rutas troncales o alimentadoras desde estaciones del SITVA y utilizan tecnología unificada de recaudo y control de flota.
- Empresas no subsidiadas, que continúan operando rutas tradicionales sin integración plena al SITVA, aunque algunas han adoptado parcialmente normas del sistema en términos de flota o trazados.

La coexistencia de ambos tipos de operadores ha generado una estructura híbrida y en proceso de transición, con zonas más avanzadas en integración que otras.

### Integración física y tarifaria
La integración física se da en estaciones de transferencia del sistema Metro o en puntos de intercambio modal, donde convergen rutas del SIT con líneas del SITVA. La integración tarifaria se realiza a través del sistema de recaudo centralizado con la tarjeta Cívica, que permite transbordos sin pago adicional dentro de un tiempo determinado.
Además, el SIT ha implementado tecnologías de control y monitoreo, incluyendo GPS en buses, centros de control zonal y sistemas de información al usuario. Estas herramientas buscan mejorar la eficiencia del servicio y facilitar la planeación urbana.

### Autoridades y regulación
El diseño, regulación y supervisión del SIT están a cargo de:
- La Secretaría de Movilidad de Medellín, responsable de la planificación urbana del transporte dentro del municipio.
- El Área Metropolitana del Valle de Aburrá, autoridad metropolitana en materia de transporte, encargada de aprobar rutas, tarifas y estándares de operación.
- La Empresa de Transporte Masivo del Valle de Aburrá –ETMVA–, operador del Metro de Medellín y entidad gestora de la integración entre modos subsidiados y no subsidiados.[6]

## Concesionarios
La operación de las rutas integradas al Sistema Integrado de Transporte de Medellín está a cargo de empresas concesionarias seleccionadas mediante licitación pública. Estas sociedades están conformadas por agrupaciones de empresas tradicionales de transporte que se unieron para cumplir con los requisitos técnicos, financieros y operativos establecidos por las autoridades metropolitanas. Cada concesionario presta servicio en una cuenca asignada y es responsable de la operación, mantenimiento y gestión de las rutas bajo su cargo, de acuerdo con los lineamientos del Área Metropolitana del Valle de Aburrá y la Empresa de Transporte Masivo del Valle de Aburrá Ltda.–Metro de Medellín Ltda.

### Masivo de Occidente S. A. S.
Opera la Cuenca 3. Esta sociedad está compuesta por las empresas Cooperativa de Transporte Integrado Metrosan y Medellín Móvil S. A. S. Se constituyó el 22 de agosto de 2012 para presentarse a la Licitación n.º 1 de 2012 del Metro de Medellín Ltda. y, una vez elegida para prestar el servicio de alimentación al sistema en la Cuenca 3, se encargó de cumplir los requisitos y parámetros establecidos por el Metro para su operación. Su sede administrativa se encuentra en el Centro Comercial Oviedo, y su sede operativa en la Terminal de Transporte del Sur.

### Sistema Alimentador Oriental S. A. S.
Opera la Cuenca 6. Esta sociedad está conformada por las empresas Expreso Campo Valdés, Transportes Aranjuez Santa Cruz, Cootramo, Copatra y Coopetransa. El contrato de concesión fue suscrito el 13 de noviembre de 2012. Su sede administrativa está ubicada en el sector de Chagualo.

## Medios de pago
En la actualidad, existe solo un medio de pago para el uso del SITVA: la tarjeta inteligente Cívica. Anteriormente, también se podía acceder con boletos, que permitían la realización de uno o varios viajes, siendo introducidos en los torniquetes que separan el acceso público a la estación del sector de andenes. Dichos boletos podían ser adquiridos en las boleterías disponibles en todas las estaciones; sin embargo, en el 2007 la ETMVA comenzó el proceso de sustitución total de este sistema. El uso de la tarjeta permite la utilización de un sistema de tarifa integrada al usar el SITVA.

## Tarifas
Las tarifas del sistema se establecen anualmente mediante resolución oficial emitida por el Área Metropolitana del Valle de Aburrá, en su calidad de autoridad de transporte. Estas tarifas son de obligatorio cumplimiento para todos los modos integrados en el SITVA y pueden ser modificadas de acuerdo con criterios técnicos, financieros y de política pública.
La Tarjeta Cívica permite acceder a diferentes tipos de tarifas según el perfil del usuario y el modo de transporte. Los usuarios que registran su tarjeta pueden acceder a tarifas preferenciales, que incluyen subsidios para estudiantes, adultos mayores, personas con discapacidad (PMR) y beneficiarios del SISBEN. Estas tarifas diferenciales son posibles gracias al sistema de personalización, el cual asocia el perfil socioeconómico del usuario a la tarjeta.
Las siguientes tarifas comenzaron a regir a partir del 1 de enero de 2025:
| Esquema de integración                             | Esquema de integración                                                           | Perfil tarifario   | Perfil tarifario   | Perfil tarifario   | Perfil tarifario   | Perfil tarifario     |
| -------------------------------------------------- | -------------------------------------------------------------------------------- | ------------------ | ------------------ | ------------------ | ------------------ | -------------------- |
| Esquema de integración                             | Esquema de integración                                                           | Frecuente          | Adulto mayor       | Estudiantil        | PMR                | Al portador Eventual |
| 1                                                  | Metro / Ruta alimentadora / Tranvía / Metroplús / Metrocable                     | $3 430             | $3 060             | $1 420             | $2 480             | $3 900               |
| 2                                                  | Tranvía / Metroplús + Metro / Metrocable                                         | $3 430             | $3 060             | $1 420             | $2 480             | $3 900               |
| 3                                                  | Ruta alimentadora + Tranvía / Metroplús                                          | $3 430             | $3 060             | $1 420             | $2 480             | $3 900               |
| 4                                                  | Tranvía + Metrocable / Metro                                                     | $3 430             | $3 060             | $1 420             | $2 480             | $3 900               |
| 5                                                  | Ruta alimentadora + Metro / Metrocable                                           | $4 110             | $3 740             | $2 100             | $3 160             | $4 580               |
| 6                                                  | Ruta alimentadora + Tranvía / Metroplús + Metro / Metrocable                     | $4 110             | $3 740             | $2 100             | $3 160             | $4 580               |
| 7                                                  | Ruta alimentadora + Ruta alimentadora                                            | $4 110             | $3 740             | $2 100             | $3 160             | $4 580               |
| 8                                                  | Ruta alimentadora + Tranvía / Metroplús + Ruta alimentadora                      | $4 790             | $4 420             | $2 780             | $3 840             | $5 260               |
| 9                                                  | Ruta alimentadora + Metro / Metrocable + Ruta alimentadora                       | $5 470             | $5 100             | $3 460             | $4 520             | $5 940               |
| 10                                                 | Ruta alimentadora + Tranvía / Metroplús + Metro / Metrocable + Ruta alimentadora | $5 470             | $5 100             | $3 460             | $4 520             | $5 940               |
| Perfiles tarifarios Línea L – Cable Turístico Arví | Perfiles tarifarios Línea L – Cable Turístico Arví                               | Costo por trayecto | Costo por trayecto | Costo por trayecto | Costo por trayecto | Costo por trayecto   |
| 1                                                  | Tarifa para estratos 1, 2 y 3                                                    | $3 500             | $3 500             | $3 500             | $3 500             | $3 500               |
| 2                                                  | Tarifa para nacionales con tarjeta Cívica personalizada                          | $10 950            | $10 950            | $10 950            | $10 950            | $10 950              |
| 3                                                  | Tarifa para extranjeros o usuarios sin tarjeta personalizada                     | $24 500            | $24 500            | $24 500            | $24 500            | $24 500              |

Estas tarifas del Cable Arví comenzaron a regir desde el 11 de abril de 2025.

## Cuencas operativas y rutas integradas
El Área Metropolitana del Valle de Aburrá –AMVA–, en su calidad de autoridad regional de transporte, ha dividido el territorio metropolitano en nueve cuencas con el propósito de organizar y planificar la operación del transporte público colectivo en el marco del Sistema Integrado de Transporte del Valle de Aburrá –SITVA–. Estas cuencas corresponden a áreas urbanas o intermunicipales con características geográficas y operativas compartidas, y constituyen la base del proceso de integración física, operacional y tarifaria del sistema.
El SITVA se estructura entonces en nueve zonas operativas conocidas como cuencas, definidas por el AMVA con base en criterios geográficos, administrativos y de conectividad. Cada cuenca cubre uno o varios municipios o comunas y tiene asignadas rutas específicas que se conectan con el sistema Metro y sus componentes complementarios. Algunas cuencas ya han sido plenamente integradas al SITVA mediante sistemas de recaudo electrónico, operación regulada y conexión tarifaria, mientras que otras siguen operando de forma convencional, en espera de su inclusión formal.

### Cuenca 1 y Cuenca 2
Las cuencas 1 y 2 corresponden a la división territorial del municipio de Bello en zona norte y zona sur, respectivamente. Aunque cuentan con una alta densidad poblacional y una flota estimada de más de 230 vehículos en conjunto, hasta julio de 2025 no han sido integradas plenamente al SITVA. Las rutas operan de manera convencional y no utilizan el sistema de recaudo electrónico con la tarjeta Cívica.

### Cuenca 3
La cuenca 3 cubre la comuna 16 Belén de Medellín y algunos barrios aledaños del suroccidente de la ciudad. Fue una de las primeras en integrarse al SITVA. Su operación inició el 28 de octubre de 2013 con tres rutas alimentadoras, y se expandió gradualmente hasta completar al menos ocho rutas codificadas desde C3‑001 hasta C3‑008. Estas rutas conectan con estaciones del Metro como Industriales, Exposiciones y La Aguacatala.

### Cuenca 4
Esta cuenca cubre la zona suroeste del Valle de Aburrá, incluyendo la comuna 15 Guayabal, el corregimiento de San Antonio de Prado y los municipios de Itagüí y La Estrella. Aunque en esta zona existen rutas que convergen con estaciones del metro como Sabaneta, La Estrella e Industriales, aún no se ha formalizado una integración completa con el SITVA. Existen planes institucionales para incorporar gradualmente el sistema de recaudo con la tarjeta Cívica en el mediano plazo.

### Cuenca 5
Esta cuenca cubre el sector suroriental del área metropolitana, incluyendo la comuna 14 El Poblado , así como los municipios de Envigado y Sabaneta. La integración se implementó de forma progresiva a partir de diciembre de 2024, cuando comenzó a operar el sistema de recaudo con tarjeta Cívica en rutas seleccionadas. Aunque el número de rutas alimentadoras activas no ha sido divulgado públicamente, la operación se encuentra en marcha en sectores como Mayorca, La Frontera y la avenida El Poblado.

### Cuenca 6
La cuenca 6 corresponde a un amplio sector del nororiente de Medellín e incluye las comunas 1 Popular, 2 Santa Cruz, 3 Manrique, 4 Aranjuez, 8 Villa Hermosa, 9 Buenos Aires y parte de la comuna 10 La Candelaria. También fue incluida en la primera fase de integración del SITVA en 2013. Actualmente cuenta con al menos 23 rutas alimentadoras que permiten conexión directa con estaciones del metro (Acevedo, Hospital, San Antonio) y del teleférico (Miraflores), y del tranvía Buenos Aires).

### Cuenca 7
La cuenca 7 incluye tres municipios del norte del Valle de Aburrá: Barbosa, Girardota y Copacabana. La integración con el sistema SITVA se inició el 26 de enero de 2025 con la implementación del recaudo electrónico mediante la tarjeta Cívica. El número exacto de rutas alimentadoras no ha sido publicado, pero se conoce que operan con tarifas reguladas y conexión física y tarifaria a estaciones del Metro, principalmente Niquía.

### Cuenca 8
La cuenca 8 abarca sectores del occidente de Medellín, incluyendo barrios de las comunas |11 Laureles-Estadio, 12 La América y San Javier (Medellín)13 San Javier. A pesar de su cercanía con estaciones del metro como San Javier, Floresta y Estadio, hasta la fecha no se ha iniciado un proceso de integración formal con el sistema SITVA. La mayoría de rutas en esta cuenca operan bajo esquemas tradicionales.

### Cuenca 9: Caldas
El municipio de Caldas conforma la cuenca 9 del sistema. Aunque cuenta con rutas metropolitanas que acceden al corredor sur del sistema Metro, estas no han sido integradas ni al recaudo ni a la operación conjunta con el SITVA. Se trata de una de las zonas donde persisten mayores desafíos de articulación territorial y técnica.

### Resumen comparativo por cuenca
La siguiente tabla resume el estado de integración de cada cuenca, el número estimado de rutas y algunas observaciones relevantes sobre su operación actual:
| Cuenca | Municipio(s) o comunas cubiertas                        | Número estimado de rutas | Estado de integración         | Observaciones                                                   |
| ------ | ------------------------------------------------------- | ------------------------ | ----------------------------- | --------------------------------------------------------------- |
| 1      | Bello (zona norte)                                      | Desconocido              | No integrada                  | Operación convencional, sin recaudo Cívica.                     |
| 2      | Bello (zona sur)                                        | Desconocido              | No integrada                  | Mismo estado que Cuenca 1.                                      |
| 3      | Medellín (comuna 16 – Belén)                            | 16                       | Integrada desde 2013          | Rutas C3‑001 a C3‑008.                                          |
| 4      | Medellín (Guayabal, S.A. de Prado), Itagüí, La Estrella | Desconocido              | No integrada                  | Conexión con estaciones del Metro, pero sin integración formal. |
| 5      | Medellín (El Poblado), Envigado, Sabaneta               | No divulgado             | En proceso de integración     | Recaudo electrónico activo desde diciembre de 2024.             |
| 6      | Medellín (comunas 1, 2, 3, 4, 8, 9, parte de la 10)     | 23                       | Integrada desde 2013          | Conexiones a Metro y Metroplús.                                 |
| 7      | Barbosa, Girardota, Copacabana                          | No divulgado             | Integrada desde enero de 2025 | Recaudo electrónico con Cívica.                                 |
| 8      | Medellín (comunas 11, 12, 13)                           | Desconocido              | No integrada                  | Rutas tradicionales, sin integración al SITVA.                  |
| 9      | Caldas                                                  | Desconocido              | No integrada                  | Sin conexión tarifaria ni recaudo con el sistema SITVA.         |

## Infraestructura
La infraestructura del Sistema Integrado de Transporte de Medellín –SIT– abarca los elementos físicos, tecnológicos y operativos necesarios para la prestación del servicio en condiciones reguladas. Incluye desde los paraderos señalizados y los centros de control zonal hasta los puntos de integración física con otros modos del Sistema de transporte Masivo del Valle del Aburrá –SITVA–. Aunque el SIT no cuenta con terminales propias ni estaciones cerradas, su operación se apoya en una red distribuida de espacios urbanos acondicionados para facilitar el acceso, la conectividad modal, la accesibilidad universal y la supervisión del servicio.

### Paraderos
La adecuación de los paraderos del SIT en Medellín está a cargo de la Secretaría de Infraestructura del municipio, en coordinación con la Secretaría de Movilidad y el Área Metropolitana del Valle de Aburrá. Estos puntos se encuentran a lo largo de los trayectos de las rutas alimentadoras y son los únicos lugares autorizados para el ascenso y descenso de pasajeros.
Los paraderos están señalizados mediante mobiliario urbano fijo, que suele incluir postes o tótems con información básica sobre las rutas que operan en el punto, como el número de línea, destino, operador y conexiones disponibles. En algunos sectores, especialmente aquellos con alto flujo de pasajeros o cercanía a nodos del SITVA, se han instalado estructuras techadas con bancas, iluminación y señalización complementaria.
La ubicación y diseño de los paraderos varía según la cuenca operativa, las condiciones del entorno urbano y el nivel de demanda estimado. En sectores donde existe integración con el Metro, Metrocable o Metroplús, los paraderos del SIT se ubican estratégicamente cerca de las estaciones troncales para facilitar el transbordo físico.
Los operadores del SIT deben respetar exclusivamente estos puntos autorizados para la detención del vehículo, como parte del esquema de ordenamiento del transporte público colectivo en el Valle de Aburrá.

### Centros de control
Los operadores del SIT en Medellín cuentan con centros de control zonal operados por las empresas concesionarias bajo supervisión del Área Metropolitana del Valle de Aburrá y la Secretaría de Movilidad. Estos centros se encargan de monitorear la flota mediante tecnología GPS, gestionar contingencias y coordinar la operación entre modos e integraciones del sistema.
Adicionalmente, la Secretaría de Tránsito y Transporte de Medellín inauguró en 2018 un centro de control del transporte público colectivo (TPC), desde el cual supervisa en tiempo real variables como frecuencia, velocidad, desviaciones y cumplimiento de rutas.
Este centro recopila datos telemáticos de los vehículos (tiempo de llegada, velocidad, incidentes), y permite a las autoridades realizar ajustes operativos en tiempo real, como reprogramar rutas o detectar incumplimientos de parada autorizada.
En conjunto, estos centros integran sistemas de ayuda a la explotación (SAE), visualización de flotas y comunicaciones directas con conductores y equipos técnicos. Esta infraestructura facilita una respuesta oportuna en emergencias, desvíos de recorridos o variaciones en la demanda.

### Terminales de transferencia
El SIT no dispone de terminales de transferencia dedicadas exclusivamente al sistema alimentador. En cambio, los transbordos operativos se realizan en estaciones de integración del SITVA, donde convergen modos como Metro, Metrocable, Tranvía y Metroplús. En estos sitios, las rutas del SIT se vinculan físicamente por medio de paraderos adyacentes a dichas estaciones, lo que permite intercambiar entre modos sin necesidad de infraestructura terminal separada.
Opcionalmente, existen terminales intermunicipales operadas por Terminales de Transporte de Medellín S. A. Estos no forman parte del SIT en su concepción funcional, pero actúan como puntos generadores de demanda y transferencia hacia estaciones del SITVA. Los pasajeros provenientes de municipios periféricos abordan buses alimentadores desde estos terminales para continuar su trayecto dentro del sistema integrado.
A diferencia de sistemas BRT u otros esquemas masivos (como Metroplús, Transcaribe o TransMilenio), el SIT no opera terminales de transferencia internas o exclusivas. Su modelo de operación se fundamenta en puntos de integración distribuidos en la red del SITVA, sin infraestructura centralizada para transbordos.

### Accesibilidad
Los vehículos de las rutas alimentadoras del SIT están diseñados para permitir el acceso de personas con movilidad reducida mediante rampas o plataformas elevadoras y espacios reservados para sillas de ruedas. Además, cuentan con sistemas de audio que anuncian cada parada y paneles electrónicos que muestran la ruta y los próximos puntos de descenso.
Estos requisitos están respaldados por la norma técnica NTC‑4901‑1, adoptada por el Ministerio de Transporte mediante el Decreto 1660 de 2003 y la Resolución 4659 de 2008, que establecen los parámetros mínimos de accesibilidad en vehículos de transporte público masivo.
A pesar de estos avances, la Personería de Medellín ha señalado que la flota integrada al SIT no cumple aún con las metas normativas de accesibilidad, especialmente en lo que se refiere al número mínimo de vehículos adaptados por operador y el uso efectivo de las plataformas elevadoras.

### Señalización
Los paraderos del SIT cuentan con señalización vertical consistente en postes o tótems que identifican el punto de detención, listan las rutas que operan y muestran conexiones disponibles, conforme a los lineamientos del Plan Maestro de Movilidad.
En estaciones integradas del SITVA (como San Antonio, Acevedo o Miraflores), se ha instalado señalización adicional que guía al usuario en el cruce entre modos, y en zonas con mayor afluencia se han colocado pantallas digitales con tiempos estimados de llegada.
Dentro de los vehículos, los sistemas audiovisuales (anuncios sonoros e indicadores visuales) cumplen un papel doble: informan a todo tipo de usuario sobre las próximas paradas y sirven como medio de accesibilidad para personas con discapacidad visual o auditiva.

## Limitaciones y retos
A pesar de los avances logrados, el Sistema Integrado de Transporte –SIT– enfrenta diversos desafíos estructurales, operativos y sociales:

### Cobertura desigual
Algunas comunas de Medellín —como la 6 (Doce de Octubre), la 7 (Robledo), la 8 (Villa Hermosa) y la 9 (Buenos Aires)— continúan con acceso limitado al SIT. En varios sectores, más del 80 % de los hogares se encuentran por fuera del radio de influencia de los paraderos integrados.

### Persistencia del transporte colectivo no integrado
Muchas rutas de transporte colectivo urbano, que no están incluidas en el sistema subsidiado, siguen operando de forma paralela al –SITVA–. Estos servicios no aceptan la tarjeta Cívica, lo que genera superposición de oferta, competencia por pasajeros, duplicidad de trayectos y barreras para la integración tarifaria.

### Infraestructura vial insuficiente
La escasez de carriles preferenciales para buses, la alta congestión en ejes como la calle 30 y la avenida Oriental, y la falta de prioridad semafórica limitan la velocidad y regularidad de las rutas alimentadoras.

### Gobernanza y sostenibilidad financiera
La operación del SIT implica coordinación entre múltiples empresas concesionarias, entes municipales y metropolitanos, lo que genera tensiones administrativas. Además, la cobertura universal requiere subsidios continuos cuya sostenibilidad financiera aún no está asegurada.

### Brecha tecnológica y social en el recaudo electrónico
Aunque la tarjeta Cívica es obligatoria en las rutas del SIT desde 2013, persisten dificultades de uso en ciertos grupos sociales, como adultos mayores o personas sin acceso digital. La implementación de medios electrónicos como la App Cívica no ha sido plenamente inclusiva.

## Proyectos futuros
En el marco del Sistema Integrado de Transporte de Medellín (SIT), se desarrollan iniciativas orientadas al mejoramiento de la infraestructura vial utilizada por las rutas alimentadoras, así como a la modernización tecnológica y operativa del sistema.
- Intervención vial en zonas de rutas alimentadoras de Metroplús: la Alcaldía de Medellín ejecuta obras en las vías por donde circulan los alimentadores en las cuencas 3 y 6 (Belén, Manrique, Aranjuez, Centro, Buenos Aires y Villa Hermosa). Avanza una ejecución del 65 % en señalización, demarcación vehicular y peatonal, e instalación de segregadores exclusivos, con una inversión aproximada de 12 500 millones COP.[50]

- Chatarrización y modernización de flota alimentadora de Metroplús: la adquisición de nuevos buses padrones (capacidad aproximada de 100 pasajeros por unidad) y la renovación de la flota alimentadora constituyen un plan en desarrollo supervisado por Metroplús. Se estima incrementar la capacidad operativa del sistema alimentador significativamente durante 2025 –2026.[51]

- Digitalización operativa y modernización de información en vehículos alimentadores: se implementarán sistemas de información avanzados (lectores, rastreo GPS, validadores electrónicos) en todas las unidades alimentadoras como parte del programa de modernización tecnológica del SIT. Esto permitirá seguimiento en tiempo real, control de transbordos y mejora de la experiencia del usuario.[3]